# Comuna Semenivka, Arbuzînka
Semenivka (în ucraineană Семенівка) este o comună în raionul Arbuzînka, regiunea Mîkolaiiv, Ucraina, formată din satele Bulațelove, Ostapivka și Semenivka (reședința).

## Demografie
Componența lingvistică a comunei Semenivka
     Ucraineană (90,45%)
     Rusă (5,07%)
     Română (3,95%)
     Alte limbi (0,39%)
Conform recensământului din 2001, majoritatea populației comunei Semenivka era vorbitoare de ucraineană (90,45%), existând în minoritate și vorbitori de rusă (5,07%) și română (3,95%).